# Péricles Pacheco da Silva
Péricles Pacheco da Silva (Curitiba, 3 de junho de 1918 - ?, 6 de outubro de 1991) foi um administrador e político brasileiro. Foi o primeiro prefeito de Telêmaco Borba.

## Biografia
Nascido na cidade de Curitiba, Péricles Pacheco da Silva era filho de João da Silva e Amália Pacheco. Casou-se com Ivone Pacheco da Silva e juntos tiveram apenas uma filha, Jussara.
Formou-se em Administração e atuou em diversas empresas do setor privado. Exerceu o cargo de Superintendente Administrativo nas Indústrias Klabin e foi também presidente do Clube Atlético Monte Alegre (CAMA).
Esteve presente no processo de emancipação política do município de Telêmaco Borba, no Paraná. Em 1º de março de 1964 o município de Telêmaco Borba, recém instalado, teve sua primeira eleição municipal, tendo dois candidatos para prefeito, sendo Carlos Hugo Wolff von Graffen pelo PTB e Péricles Pacheco da Silva pelo PDC. Péricles foi eleito com 60% dos votos, tendo como vice Mário Albuquerque Corrêa Gondin, recebendo o apoio da Frente Popular Democrática, com apoio do PL, PTN, PSP, UDN e PRT, além do apoio do governador do Paraná, Ney Braga do PDC. Carlos Hugo recebeu apoio de 14 candidatos à vereador contra 68 que apoiaram Péricles. A proclamação dos eleitos, tanto o prefeito como os vereadores, foi feita pelo Dr. Eros Pacheco, juiz da 17ª Zona Eleitoral.
Foi eleito deputado estadual do Paraná nas eleições de 1982, exercendo o cargo de 1983 até 1986.
Muitas homenagens e méritos foram prestados á Péricles Pacheco da Silva, como a escola no bairro Nossa Senhora do Perpétuo Socorro, Escola Municipal Péricles Pacheco da Silva e o Estádio Municipal Péricles Pacheco da Silva, em Telêmaco Borba.